# Штефан Прокопіу
Штефан Прокопіу (рум. Ştefan Procopiu; *19 січня 1890, Бирлад, нині жудець Васлуй, Румунія — †22 серпня 1972, Ясси) — румунський фізик, педагог, професор (1926), доктор фізико-математичних наук (1924), дійсний член Румунської академії (1955).

## Біографія
З 1908 по 1912 навчався в Ясському університеті ім. А. Й. Кузи.
У 1913-1919 працював асистентом в Бухарестського університету. У 1919 як стипендіат відправлений до Франції, де в Паризькому університеті слухав лекції Габрієля Ліппмана, Марії Склодовської-Кюрі, Поля Ланжевена і інших відомих фізиків.
У березні 1924 здобув науковий ступінь доктора фізико-математичних наук. Повернувшись на батьківщину з січня 1925 — професор гравітації, тепла і електрики в Ясському університеті. Перебував на цій посаді до виходу на пенсію в 1962. Тоді ж був призначений професором Ясського технічного університету ім. Ґ. Асакі.
З червня 1948 — член-кореспондент, а з липня 1955 — дійсний член Румунської академії.
Прокопіу двічі ставав членом комітету з присудження Нобелівської премії.

## Наукова діяльність
Роботи Прокопіу присвячені електромагнетизму, термодинаміки, електрохімії, оптиці, магнетизму, спектроскопії.
У 1911 вперше виявив і розрахував Магнетон Бора, названий на честь Нільса Бора.

## Нагороди
- Орден Зірки Румунії;
- Орден «За наукові досягнення».